# Strudeltopf

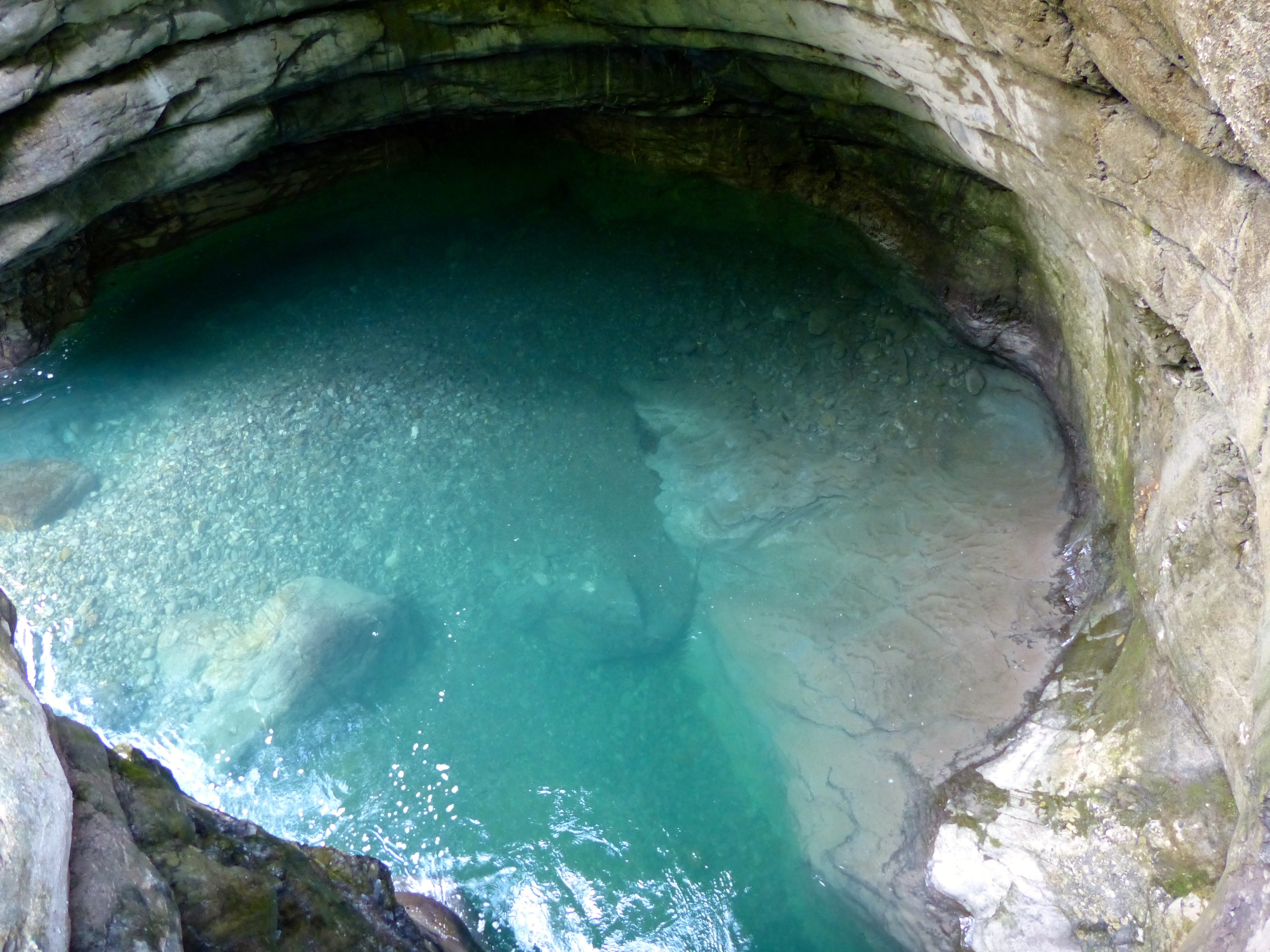
Strudeltopf in der Breitachklamm

Ein Strudeltopf (auch Strudelloch) ist eine durch Fließwasser in Festgestein erodierte trichterförmige Aushöhlung (Kolk). Dieser Erosionsprozess findet in der Natur überall statt, wo Wasser in Wildbächen, Klammen, Canyons  oder Gletschern fließt.

## Erosionsprozess

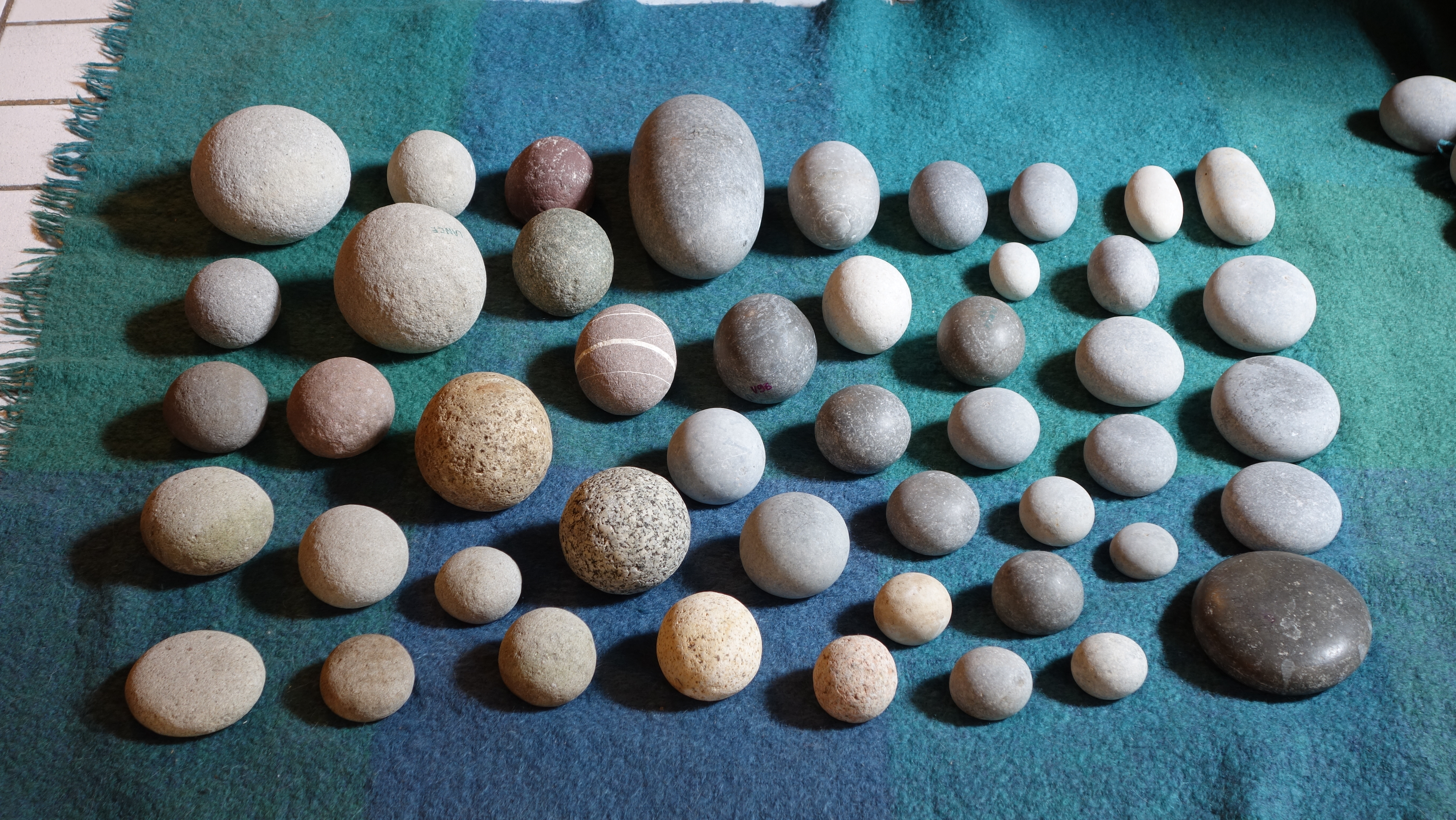
Geröll aus Strudeltöpfen als Kugeln und Ellipsoide, die meisten sind aus Kalkstein, einige aus Granit

Das in Gesteinsspalten eindringende Wasser erodiert das Gestein und es entstehen Hohlformen, die das darin abstürzende Wasser mit den mitgeführten Gesteinsbruchstücken und Sand ausweitet. Durch Bildung von Strudeln und Wasserwalzen wird dieser Erosionsprozess verstärkt. Es entstehen trichter- oder kesselförmige Hohlformen, die Durchmesser von wenigen Dezimetern bis zu mehreren 100 Metern erreichen.
Im Gletschereis sind durch das Schmelzwasser diese Erosionsprozesse häufig anzutreffen. Das in Gletscherspalten mit hoher Fließgeschwindigkeit eindringende Schmelzwasser bildet mit dem mitgeführten Sand und Kiespartikeln Gletschermühlen aus, die sich zu Gletschertöpfen ausweiten und bis zum Grund des Gletschers reichen können.
Die Stärke des Erosionsprozess ist auch von der Härte der Steine abhängig, die im Strudeltopf herumgewirbelt werden. Sind diese härter als das umgebende Gestein und bleiben sie über längere Zeit im Strudeltopf, dann werden sie nach und nach kugelig geschliffen.